# Hofgarten (München)

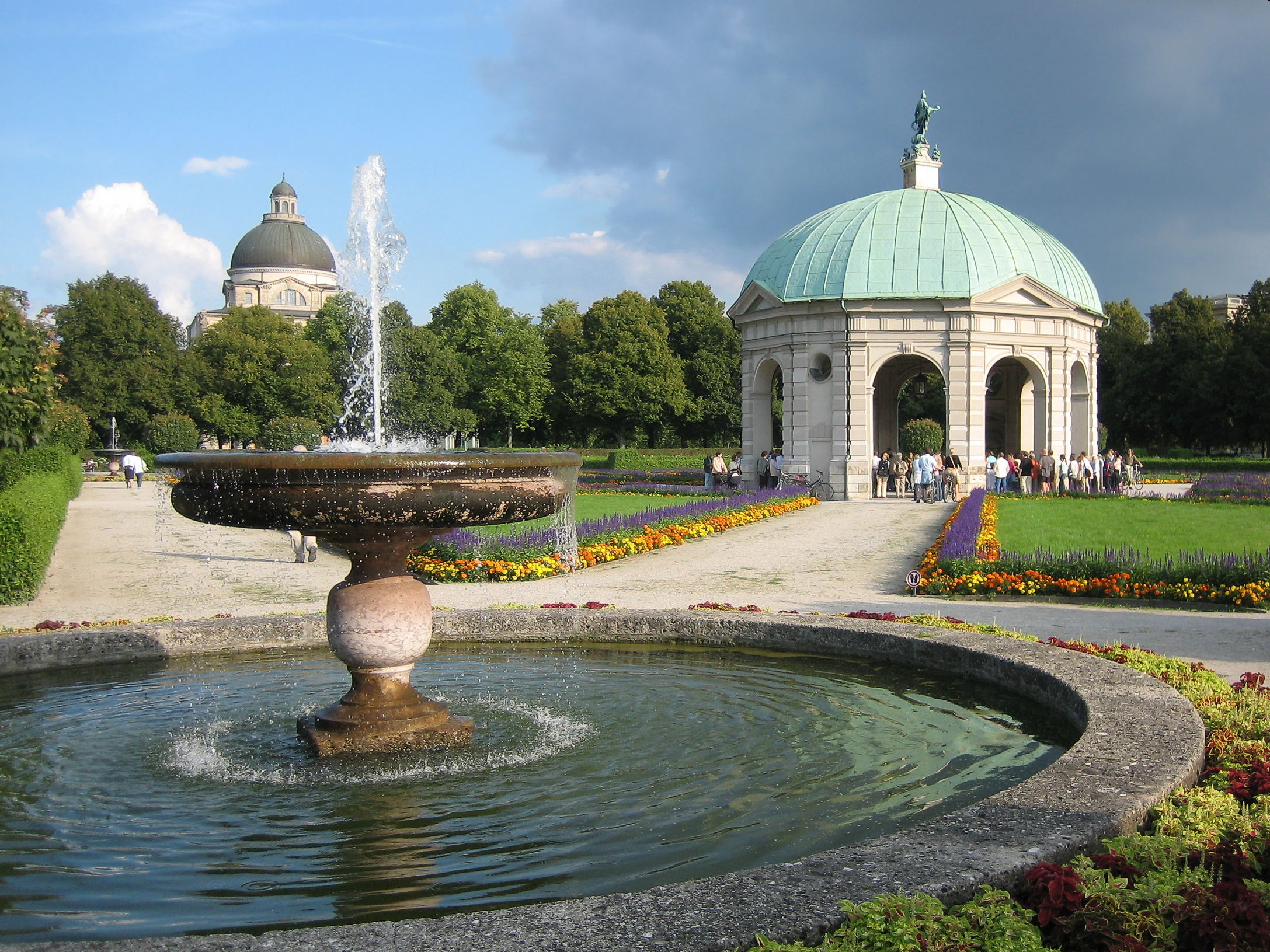
Hofgarten mit Schalenbrunnen und Dianatempel

Der Hofgarten ist eine historische Parkanlage am nördlichen Rand der Münchner Altstadt. Er entstand ab 1613 zusammen mit der nördlichen Erweiterung der Münchner Residenz unter Herzog Maximilian I.

## Geschichte

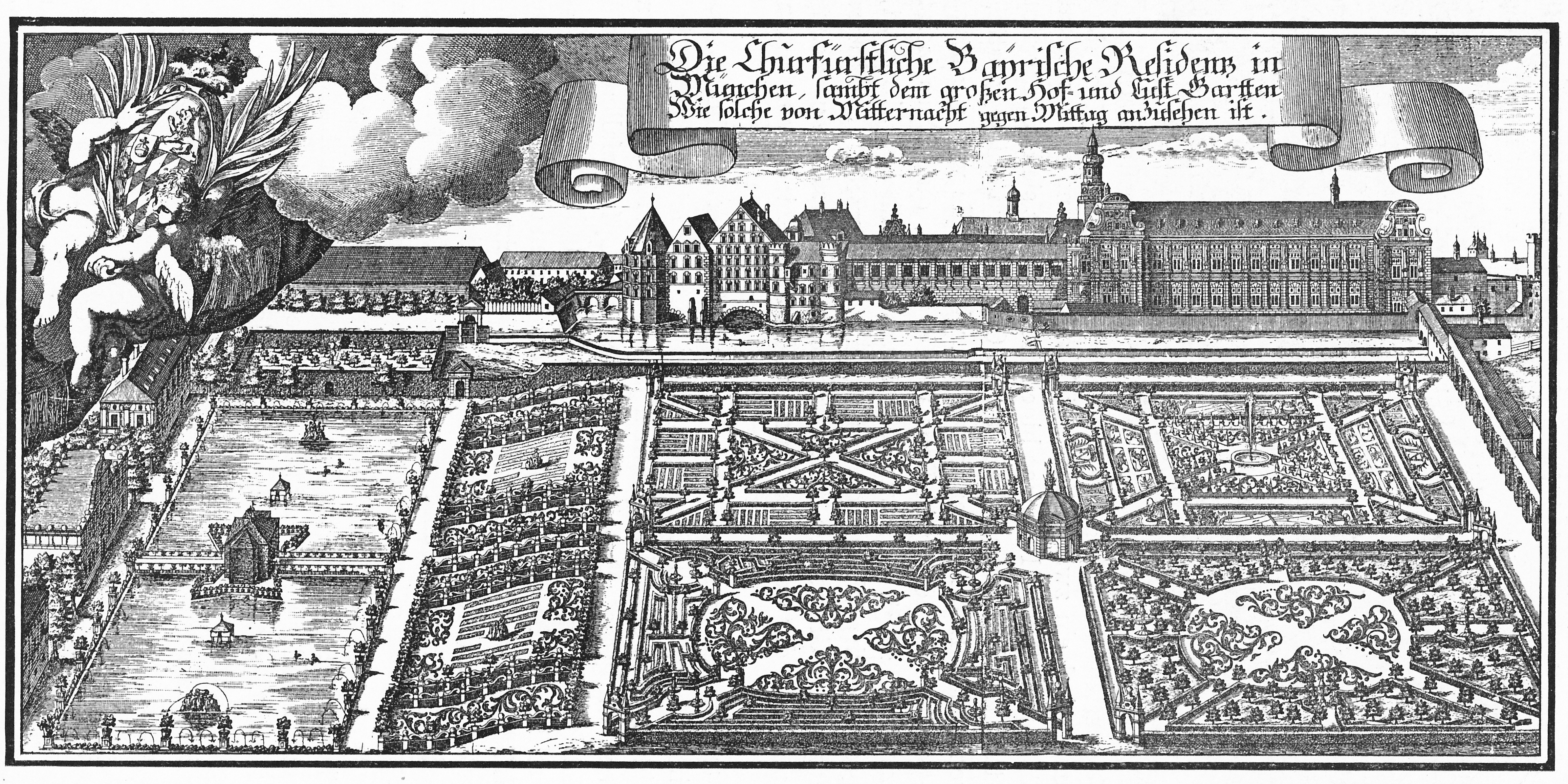
Hofgarten zur Renaissancezeit, Stich von Wening

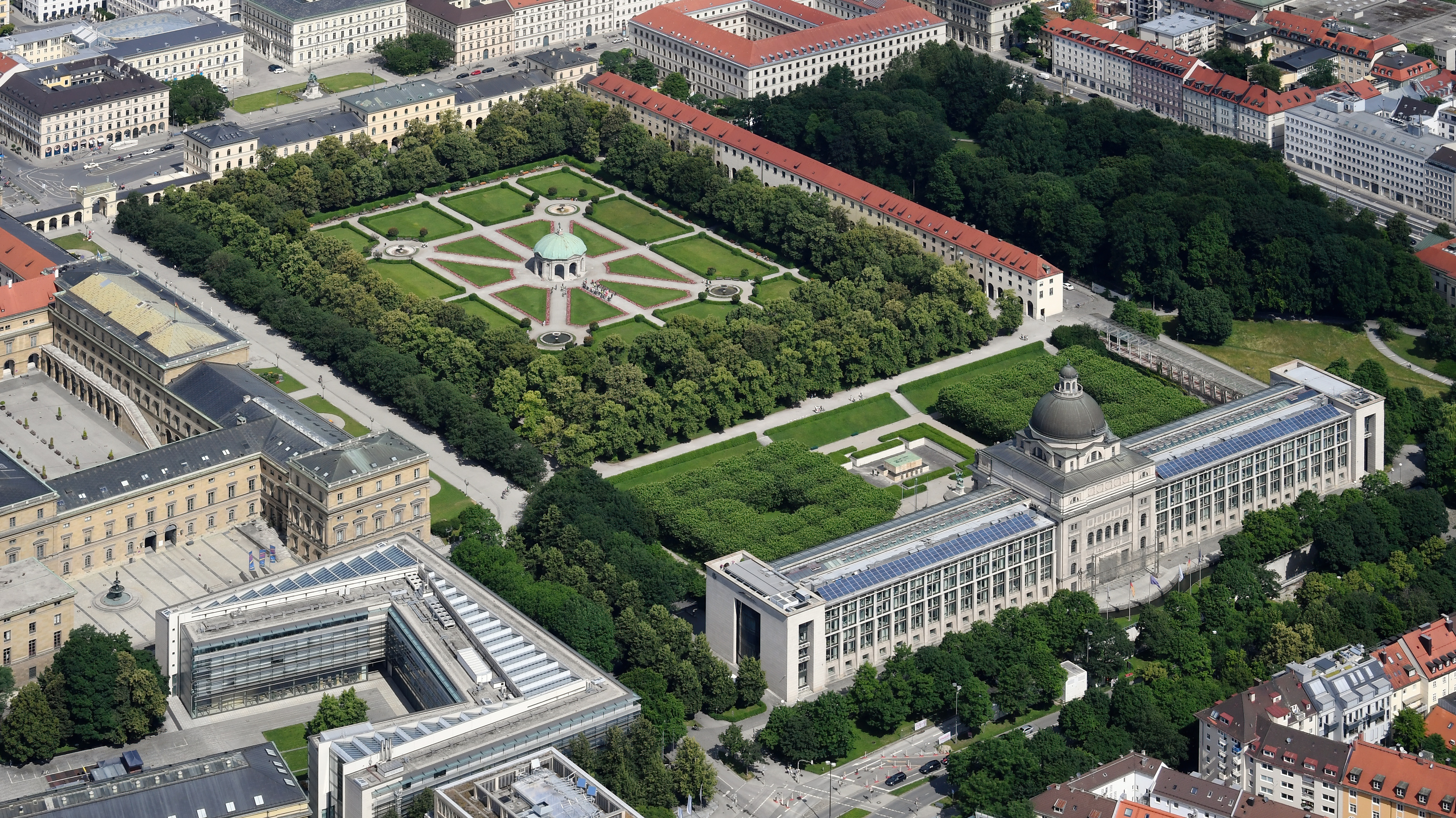
Luftbild von Südosten, 2021

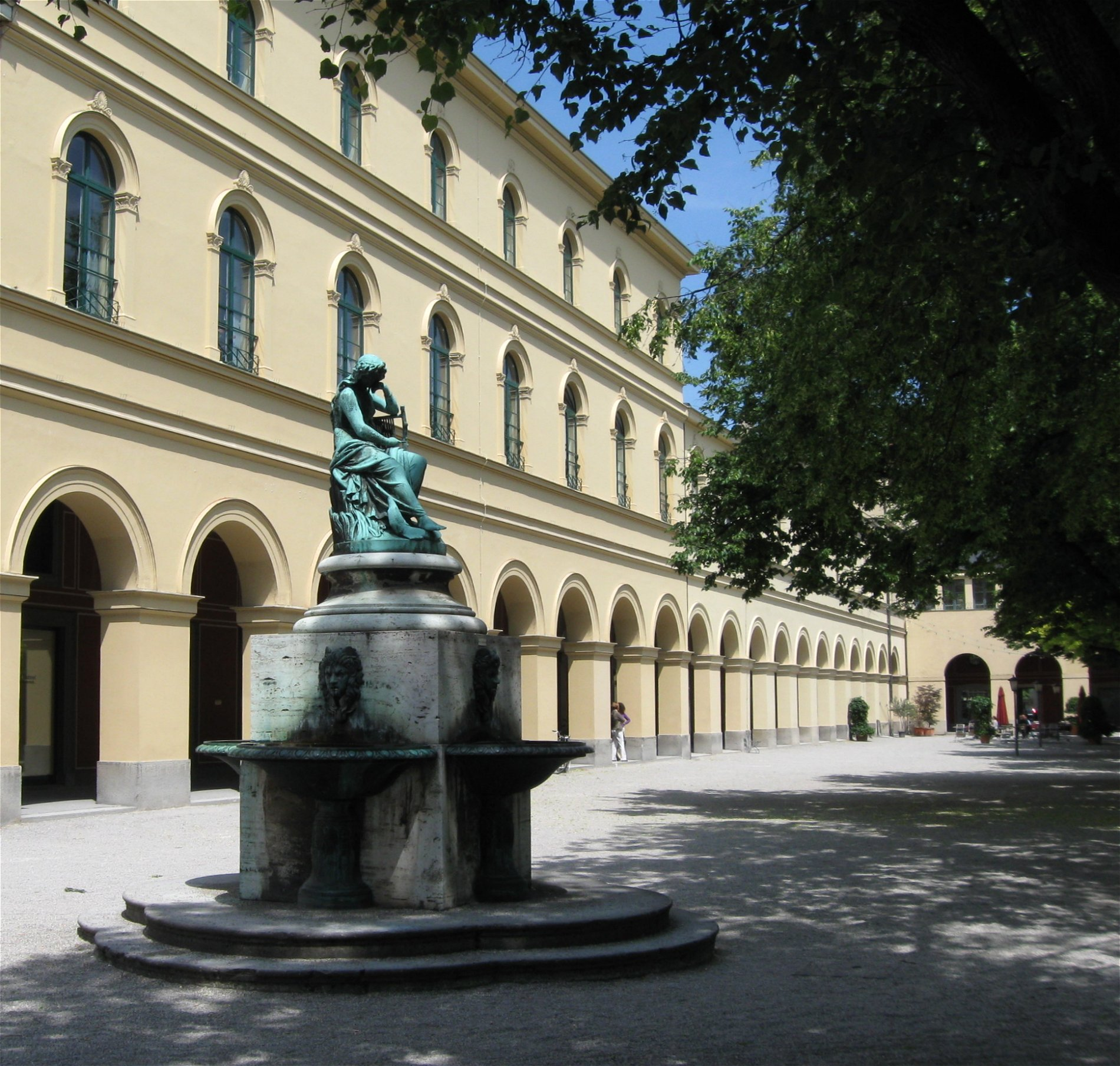
Hofgarten mit Nymphenbrunnen und Arkadengängen

Die Geschichte des Münchener Hofgartens der heutigen Stelle begann 1560 unter Herzog Albrecht von Bayern mit der Anlage eines neuen Renaissancegarten mit einem (nicht erhalten) Lusthaus und einem (teilerhaltenen) Arkadengang nördlich einer älteren Anlage aus dem frühen 16. Jahrhundert. Das Lusthaus befand sich in der Nordostecke des heutigen Areals und wurde in der nächsten Phase in den erweiterten Garten integriert. 1613–1617 erweiterte Maximilian I. von Bayern, die Anlage nach Westen hin bis zu der heutigen Ausdehnung. 1614 wurde nach den Hofrechnungen das Gelände abgesteckt, die ersten Pflanzen eingebracht und die Fundamente für den Dianatempel im Zentrum gelegt. In der Folge wurden verschiedene Bauten auch an der Ostseite errichtet und ein Arkadengang um die Anlage herum gezogen. Erhalten sind nur noch der 1616 fertiggestellte Dianatempel und Teile der Arkaden innerhalb einer späteren Umbauung.
Haupteingang ist heute auf der Westseite das zur Theatinerkirche hin gerichtete Hofgartentor (1816), das erste Münchner Bauwerk Leo von Klenzes. An zwei Seiten wird der Hofgarten von Arkadengängen begrenzt; in den nördlichen, der 1780/1781 von Karl Albert von Lespilliez erbauten Churfürstlichen Galerie an der Galeriestraße, befindet sich das Deutsche Theatermuseum, in den westlichen erzählen Fresken von Peter von Cornelius Episoden aus der Geschichte des Hauses Wittelsbach. Im Westen befindet sich das im Rahmen der Neuanlage des Odeonsplatzes 1824–1826 errichtete Bazargebäude, das das vormalige Turnierhaus ersetzte. Unmittelbar vor dem Bazargebäude steht der Nymphenbrunnen, der 1852 von Ludwig Schwanthaler geschaffen wurde. Nach Süden hin schließt den Hofgarten die Hofgartenstraße mit der Fassade der Münchner Residenz ab, der Festsaalbau mit dem Neuen Herkulessaal. An der Ostseite des Hofgartens befindet sich die Bayerische Staatskanzlei, deren Mittelbau mit Kuppel ein Relikt des 1905 eingeweihten und im Zweiten Weltkrieg zum größten Teil zerstörten Bayerischen Armeemuseums ist. An dieser Stelle stand vor Errichtung des Armeemuseums seit 1807 die Hofgartenkaserne; davor drei renaissancezeitliche Lusthäuser. Seit den 1920er Jahren befindet sich am östlichen Ende des Hofgartens das Münchener Kriegerdenkmal.
In der Mitte des Hofgartens befindet sich ein Pavillon, der Dianatempel. Von den acht Bögen des Pavillons gehen strahlenförmig acht Wege des Hofgartens aus, die seine Struktur bestimmen. Charakteristisch sind die vier innen angebrachten, mit Muscheln verzierten Wandbrunnen, die unter anderem in André Gides Die Früchte der Erde erwähnt werden. Das Dach des Dianatempels wird durch eine Kopie der Tellus-Bavaria-Bronzestatue von Hubert Gerhard aus dem Jahre 1623 bekrönt. Das Original ist heute als Teil der Bronzensammlung im Vierschäftesaal der Münchner Residenz aufgestellt. Die vier Schalenbrunnen im Hofgarten werden vom benachbarten Hofbrunnwerk mit Wasser versorgt. Architekt der Schalenbrunnen war Leo von Klenze um 1822; die Nachbildungen aus Trientiner Rotmarmor und Nagelfluh schuf Joseph Wackerle 1951/1956.
Nach dem Zweiten Weltkrieg, in dem der Hofgarten zerstört worden war, fand man einen Kompromiss zwischen Stilelementen eines Landschaftsgartens, der hier als Baumgarten Mitte des 19. Jahrhunderts entstanden war, und eines Renaissancegartens, wie er auf Kupferstichen des 17. Jahrhunderts überliefert war. Zur Residenz hin wurde der Hofgarten nach Plänen von Carl Effner sen. aus dem Jahr 1853 mit den für die Mitte des 19. Jahrhunderts typischen Schmuckbeeten gestaltet.
Von Juli bis November 1937 fand in den nördlichen Hofgartenarkaden die von den Nationalsozialisten organisierte Propagandaausstellung „Entartete Kunst“ statt. Hieran erinnert das 1996 am Arkadengang zur Bayerischen Staatskanzlei errichtete Denkmal zur Erinnerung an den Widerstand gegen den Nationalsozialismus.